# Tre Fontane (bier)
Tre Fontane is een trappistenbier Het wordt gebrouwen volgens het recept van de monnikengemeenschap van Tre Fontane. Het bier heeft een ‘mild-zoete afdronk die wordt veroorzaakt door het eucalyptuskruid dat de smaak zuivert en verfrist’, aldus de Internationale Vereniging Trappist. ‘De bitterheid van de hop houdt deze zoetheid in evenwicht’, klinkt het.
De monniken van Tre Fontane brouwen jaarlijks maar 1.000 hectoliter van hun bier. 
Het bier Tre Fontane is begin mei 2015 officieel erkend als ‘Authentic Trappist Product’, zo meldt de Internationale Vereniging Trappist (IVT).

## Varianten
- Tre Fontane Tripel, donkerblond met een alcoholpercentage van 8%.
- Tre Fontane Scala Coeli, blond bier met een alcoholpercentage van 6,7%
- Tre Fontane Sinergia 21, dubbel met een alcoholpercentage van 7,5% (in samenwerking met Westmalle en Rochefort)
- Tre Fontane Sinergia 19, IPA met een alcoholpercentage van 7,3% (in samenwerking met trappistenbrouwerij Spencer)